# إنديانابوليس 500 سنة 1934
سباق إنديانا بوليس -500 ميل 1934 أقيم في حلبة إنديانابوليس موتور سبيدواي في 30 مايو 1934 وفاز في السباق بيل كامينغز من فريق إتش سي هينينج بمتوسط سرعة 104.863 ميل/س (168.761 كم/س).
وكان أول المنطلقين كيلي باتيلو بسرعة 119.329 ميل/س (192.041 كم/س).